# Евгени Игнатов
Евгени Игнатов е български лекоатлет, бивш състезател в средните и дълги бягания.
Висок е 184 см и тежи 68 кг. Участва в 2 олимпиади, актуален национален рекордьор на 1500, 2000, 3000, 5000 и 10 000 м. Най-добрият български бегач в бягането на средни и дълги разстояния за всички времена.

## Биография
Роден е в с. Николово, област Русе на 25 юни 1959 г. Започва да тренира лека атлетика, когато е приет в Спортното училище в Русе в пети клас през 1970 година. Желанието му е да се запише във футболна паралелка, но такава в училището няма, затова Евгени се насочва към тази с лека атлетика.
Първият му голям международен успех е сребърният медал от Европейския шампионата в зала в Гренобъл през 1981 година на 3000 м. Поради съдийска грешка камбаната за навлизане в последната обиколка е ударена 3 обиколки преди края и така състезанието завършва на 2814 метра.

На алтернативните Олимпийски игри в Москва, известни като „Дружба-1984“, на финала на стадион „Лужники“ Игнатов побеждава най-добрите атлети на ГДР, СССР и Етиопия и печели златен медал.

Най-големите му постижения са на световния шампионат в Рим през 1987 година, когато завършва на шесто място на 5000 метра, както и четвъртите места от европейските първенства в Атина и Щутгарт през 1982 и 1986 година в същата дисциплина.
Президент е на лекоатлетически клуб „Дунав“ (Русе).

## Постижения
| Година | Турнир                                | Град                      | Класиране | Състезание |
| ------ | ------------------------------------- | ------------------------- | --------- | ---------- |
| 1981   | Европейски шампионат на закрито       | Гренобъл, Франция         | втори     | 2814 метра |
| 1982   | Европейски шампионат по лека атлетика | Атина, Гърция             | четвърти  | 5000 метра |
| 1984   | Дружба-1984                           | Москва, СССР              | първи     | 5000 метра |
| 1986   | Европейски шампионат по лека атлетика | Щутгарт, Западна Германия | четвърти  | 5000 метра |
| 1987   | Световен шампионат по лека атлетика   | Рим, Италия               | шести     | 5000 метра |
| 1988   | Олимпийски игри                       | Сеул, Южна Корея          | осми      | 5000 метра |
| 1988   | Олимпийски игри                       | Сеул, Южна Корея          | 12-и      | 10 000 m   |
| 1992   | Олимпийски игри                       | Барселона, Испания        | DNF       | 5000 метра |

## Национални рекорди
За мъже на открито

- 1500 м – 3 мин. 39,53 сек. (28.8.1982 г., София)
- 2000 м – 4:59,02 мин. (4.9.1985 г., Риети)
- 3000 м – 7:46,34 мин. (4.7.1987 г., Осло)
- 5000 м – 13:13,15 мин. (31.8.1986 г., Щутгарт)
- 10000 м – 27:56,26 мин. (2.7.1988 г., Осло)

За мъже в зала

- 1500 м – 3 мин. 41,7 сек.
- 2000 м – 5:04,02 мин.
- 3000 м – 7:55,4 мин.

За младежи до 23 г. на открито

- 1500 м – 3 мин. 41,07 сек. (11.7.1981 г., София)
- 3000 м – 7:54,6 мин. (28.7.1980 г., Клагенфурт)
- 5000 м – 13:30,82 мин. (6.8.1981 г., Москва)